# جيدو بابيلونيا
جيدو بابيلونيا مواليد 19 أغسطس 1966 في كزون، الفلبين - الوفاة 14 يناير 2007، كان لاعب كرة سلة فلبيني. بدأ مسيرته الاحترافية في سنة 1990. بلغ طوله 6 قدم 6 بوصة (2.0 م). اعتزل اللعب في 2002.

## المسيرة الاحترافية
لعب مع ستار هوتشوتز في سنة 1990، ثم لعب مع تي إن تي كاتروبا من سنة 1992 إلى 1994، ثم لعب مع سان ميغيل بيرمن في موسم 1995–96، ثم لعب مع تي إن تي كاتروبا في موسم 2000–01، ثم لعب مع باراكو بول إنرجي في سنة 2002.